# 項文泰
項文泰（1425年—？），字應奎，浙江嚴州府淳安縣人，明朝政治人物。進士出身。

## 生平
景泰四年（1453年）癸酉科浙江鄉試第一百二名。天順四年（1460年）庚辰科會試第一百十一名，殿試登進士第三甲第十二名。

## 家族
曾祖父項大禎，曾任永寧縣典史。祖父項維賜。父亲項仕顯。